# Wringer

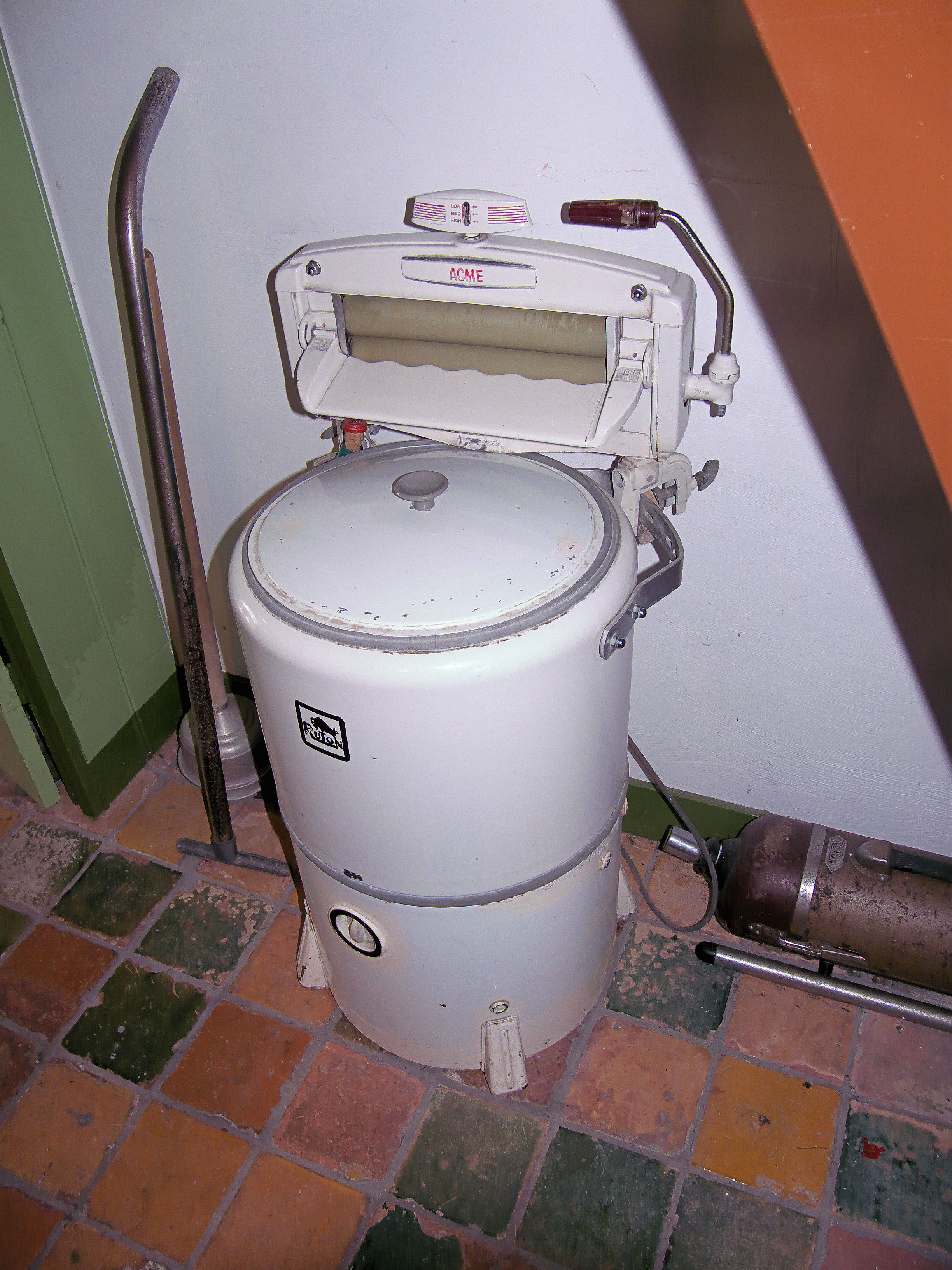
Ruton-wasmachine met wringer

Een wringer werd gebruikt om het water uit het natte wasgoed te persen en bestaat uit twee dicht bij elkaar staande, rubberen rollen. Tussen de twee rollen, waarvan de afstand tussen de rollen ingesteld kon worden, werd het textiel doorgedraaid, waardoor het water eruit geperst werd. Een groot formaat staande wringer wordt 'mangel' genoemd.
Wringers konden op een bok staan, met aan weerszijden een plateau: voor een ketel met het natte wasgoed resp. voor een teil om het uitgeperste water op te vangen.
De wringer in combinatie met een wastobbe werd in 1843 gepatenteerd door John E. Turnbull uit Saint John, New Brunswick met de aanduiding "Clothes Washer With Wringer Rolls." (kledingwasser met wringrollen).
In de jaren vijftig werden wringers met een paar klemmen op de wasmachine bevestigd. Met de opkomst van de centrifuge is de wringer bij de wasmachine verdwenen. Bij kamperen worden nog wel losse wringers gebruikt.
Tegenwoordig is er een emmer met een wringer, die gebruikt wordt voor het schoonhouden van vloeren, in de handel. Deze wringer zorgt ervoor dat de dweil uitgeknepen wordt, zodat deze niet te veel water meer bevat.